# Тарквини, Лоренцо
Лоренцо Тарквини (29 августа 2002) — итальянский тяжелоатлет, бронзовый призёр чемпионата Европы 2025 года.

## Карьера
С 2019 года итальянский спортсмен принимает участие в международных состязаниях по тяжёлой атлетике. Дебютировал на юношеском чемпионате Европы 2019 года в Израиле, где в категории до 73 кг стал 9-м с результатом 264 кг по сумме двух упражнений.
В 2022 году на юниорском чемпионате Европы в весовой категории до 81 кг стал серебряным призёром с результатом 323 кг по сумме двух упражнений.
На чемпионате Европы в Кишинёве, в апреле 2025 года, завоевал бронзовую медаль в весовой категории до 89 кг с итоговым результатом 353 кг. В упражнении «толчок» стал третьим (196 кг).

## Достижения
Чемпионат Европы
| Результат | Вес      | Год  | Место соревнований | Рывок | Толчок | Общий вес |
| Бронза    | до 89 кг | 2025 | Кишинёв, Молдова   | 157,0 | 196,0  | 353,0     |